# Ron Schmeits
Ron Schmeits (...) è un politico statunitense. Nel 2009 viene eletto alla presidenza del National Rifle Association of America, succedendo così a John C. Sigler. È il sessantesimo presidente della NRA dalla sua fondazione nel 1871. Precedentemente ha coperto l'incarico di vicepresidente nella stessa associazione, della quale è membro da oltre venti anni.

## Biografia
Nato e cresciuto in un ranch del Nebraska, Schmeits ha mostrato subito interesse per le armi da fuoco e per la caccia. Ottiene la laurea in Bank management alla Rutgers University, che gli permette di trasferirsi in Minnesota per lavorare nel settore bancario. Fin da giovane si dedica alla caccia con un'arma ad aria compressa vincendo vari trofei. Verso la fine degli anni settanta viene eletto sindaco di Jordan, Minnesota. Dopo l'incarico amministrativo Schmeits rimane nel campo politico e nel 2003 appoggia il governatore nel Nuovo Messico in favore del Concealed Handgun Carry Act.